# Немачка подморница У-254
Подморница У-254 је била Немачка подморница типа VIIC и коришћена је у Другом светском рату. Подморница је изграђена 8. новембра 1941. године и служила је у 8. подморничкој флотили (обука) и 9. подморничкој флотили (1. август 1942 — 8. децембар 1942).

## Служба
Подморница У-254 је изграђена 8. новембра 1941. године у Бремену, и команду над њом добија капетан Ханс Ђилардино. По завршеној обуци, подморница напушта базу Кил 14. јула 1942. године, и одлази у своју прво патролу
Дана, 2. августа 1942. године, у 09:27 сати, трговачки брод Flora II (заповедник Петер Кристијан Јоханес Ниелсен) који је пловио самостално, торпедован је и потопљен од подморнице У-254, приближно 60 наутичких миља југоисточно од Вестманагерна, Исланд. Заповедника, 24 члана посаде, 4 стражара и 1. путника, спасио је исландски рибарски брод Juni и искрцао их у Рејкјавик. 
По завршеном патролирању подморница упловљава 19. августа у базу Брест. У Бресту команду над подморницом преузима Одо Леве, и подморница У-254 напушта Брест 21. сепрембра 1942. године и одлази на ново патролирање.
У 14:32 сати, 3. октобра 1942. године, танкер Robert H. Colley (заповедник Џејмс Џосеф МекКеифри) из конвоја HX-209 био је погођен једним торпедом испаљеног са подморнице У-254, 350 наутичких миља југозападно од Рејкјавика. Торпедо удара у десни бок предњег дела брода код главног јарбола у 6 танк и зауставља брод, који се ломи на два дела након још једног поготка у 14:42 сати. Десет официра, 34 члана посаде и 17 стражара (брод је био опремљен 1. топом 127 mm, 1. топом 76 mm, 4 топа 20 mm и са 2 митраљеза) је имало тешлоћа да напусти брод по екстремно лошем мору и изузетно јаком ветру. Све секција предњег дела тону током ноћи. Једанаест људи са непотопљеног дела спушта два чамца за спашавање и два празна сплава, и плове ублизини брода тражећи још људи и гледају како се брод распада. Чамци и сплавови се постепено удаљавају и више никад нису виђени.
Преостала 4 официра, 20 чланова посаде и 9 стражара на задњем делу брода остају до свитања, када прилази корвета Borage да покупи преживеле. Три човека се спуштају у малом чамцу а седморица на једном сплаву док остала 23 човека скачу у воду. Након што је покупила преживеле, корвета потапа задњи део брода, пуцајући из својих топова, и искрцава преживеле 11. октобра у Лондондери, Северна Ирска. 
У 21:01 сати, 9. октобра 1942. године, теретни брод Pennington Court (заповедник Џон Хорн), који је одлутао од конвоја SC-103, је торпедован од подморнице У-254 југоисточно од рта Фервел. Док је брод полако пловио, подморница испаљује шест торпеда, од којих три погађају и потапају брод са комплетном посадом од 40 људи.
Добар почетак каријере подморнице У-254 је замало био прекинут, када је норвешки ратни брод Eglantine бацајући дубинске бомбе успео да је оштети, током њеног напада на један конвој у истој области где је забележила претходна потапања. Она се враћа ради ремонта у подморничку базу у Бресту, где стиже 22. октобра. Након поправке, за команданта подморнице се враћа Ханс Ђилардино, који испловљава из Бреста 21. новембра 1942. године и враћа се у старо операцијско подручје, са циљем да онемогући савезничке северно атлантске путеве. Децембра, време у тој области било је јако лоше а видљивост практично на нули, стога подморница У-254 приликом маневра за напад на конвој HX-217, који она изводи 8. децембра, није успела да уочу немачку подморницу У-221. Две подморнице, потпуно замрачене се сударају у мраку. На подморници У-254 се отвара велика рупа кроз коју почиње брзо да продире океанска вода. Морнари са подморнице У-221, по немирном мору, везују себе конопцима и успевају да спасу четири човека са подморнице У-254, која је брзо потонула заједно са капетаном и 40 чланова посаде. Подморница У-221 је претрпела јако мало оштећења у овом судару и наставља са патролирањем.

## Команданти
- Ханс Ђилардино (14. јул 1942. - август 1942.)
- Одо Леве (септембар 1942. - октобар 1942.)
- Ханс Ђилардино (новембар 1942. - † 8. децембар 1942.)

## Бродови
| Име брода | Држава               | Тежина      | Година изградње | Датум напада     | Напомена |
|           | Уједињено Краљевство | 1.218 тона  | 1909.           | 2. август 1942.  | Потопљен |
|           | САД                  | 11.651 тона | 1928.           | 3. октобар 1942. | Потопљен |
|           | Уједињено Краљевство | 6.098 тона  | 1924.           | 9. октобар 1942. | Потопљен |
| --------- | -------------------- | ----------- | --------------- | ---------------- | -------- |